# Miklós Ungvári
Miklós Ungvári (Cegléd, 15 de outubro de 1980) é um judoca húngaro que conquistou uma medalha de prata nas Olimpíadas de 2012 na categoria até 66 kg.